# Lijst van voetbalinterlands Ierland - Zweden
Deze lijst van voetbalinterlands is een overzicht van alle officiële voetbalwedstrijden tussen de nationale teams van Ierland en Zweden. De landen hebben tot op heden elf keer tegen elkaar gespeeld. De eerste ontmoeting was een kwalificatiewedstrijd voor het Wereldkampioenschap voetbal 1950 in Stockholm op 2 juni 1949. Het laatste duel, een groepswedstrijd bij het Europees kampioenschap voetbal 2016, vond plaats op 13 juni 2016 in Saint-Denis (Frankrijk).

## Wedstrijden
| №  | Plaats      | Datum            | Competitie           | Wedstrijd        | Uitslag |
| -- | ----------- | ---------------- | -------------------- | ---------------- | ------- |
| 1  | Stockholm   | 2 juni 1949      | WK 1950 kwalificatie | Zweden − Ierland | 3 − 1   |
| 2  | Dublin      | 13 november 1949 | WK 1950 kwalificatie | Ierland − Zweden | 1 − 3   |
| 3  | Dublin      | 1 november 1959  | Vriendschappelijk    | Ierland − Zweden | 3 − 2   |
| 4  | Malmö       | 18 mei 1960      | Vriendschappelijk    | Zweden − Ierland | 4 − 1   |
| 5  | Dublin      | 14 oktober 1970  | EK 1972 kwalificatie | Ierland − Zweden | 1 − 1   |
| 6  | Solna       | 28 oktober 1970  | EK 1972 kwalificatie | Zweden − Ierland | 1 − 0   |
| 7  | Dublin      | 28 april 1999    | Vriendschappelijk    | Ierland − Zweden | 2 − 0   |
| 8  | Dublin      | 1 maart 2006     | Vriendschappelijk    | Ierland − Zweden | 3 − 0   |
| 9  | Solna       | 22 maart 2013    | WK 2014 kwalificatie | Zweden − Ierland | 0 − 0   |
| 10 | Dublin      | 6 september 2013 | WK 2014 kwalificatie | Ierland − Zweden | 1 − 2   |
| 11 | Saint-Denis | 13 juni 2016     | EK 2016              | Ierland − Zweden | 1 − 1   |

## Samenvatting
| Competitie        | Totaal gespeeld | Winst Ierland | Gelijk | Winst Zweden | Doelsaldo Ierland – Zweden |
| ----------------- | --------------- | ------------- | ------ | ------------ | -------------------------- |
| WK-kwalificatie   | 4               | 0             | 1      | 3            | 3 − 8                      |
| EK-eindronde      | 1               | 0             | 1      | 0            | 1 − 1                      |
| EK-kwalificatie   | 2               | 0             | 1      | 1            | 1 − 2                      |
| Vriendschappelijk | 4               | 3             | 0      | 1            | 9 − 6                      |
| Totaal            | 11              | 3             | 3      | 5            | 14 − 17                    |

## Details

### Achtste ontmoeting
| Vriendschappelijk (Dublin, Ierland, 1 maart 2006): |              | |
| Ierland | 3 – 0        | Zweden |
| Damien Duff 36' Robbie Keane 48' Liam Miller 71' | goals        | |
| Steve Staunton | bondscoach   | Lasse Lagerbäck |
| Shay Given 49' Andy O'Brien John O'Shea 49' Joey O'Brien 60' Ian Harte 60' Steven Reid Stephen Elliott 49' Kevin Doyle 69' Robbie Keane Damien Duff Richard Dunne                                                                                                 | opstellingen | Andreas Isaksson 74' Alexander Östlund Olof Mellberg Petter Hansson Erik Edman 70' Tobias Linderoth 61' Johan Elmander 61' Kim Källström Christian Wilhelmsson 38' Zlatan Ibrahimović 80' Henrik Larsson |
| Wayne Henderson 49' Stephen Ireland 49' Graham Kavanagh 49' Kevin Kilbane 60' Liam Miller 60' Clinton Morrison 69' | wissels      | 38' Markus Rosenberg 61' Mattias Jonson 61' Anders Svensson 70' Daniel Andersson 74' Christoffer Andersson 80' Marcus Allbäck                                                                            |
| Steven Reid 28' | gele kaarten | 18' Alexander Östlund 88' Christoffer Andersson |
| - Debuut van Wayne Henderson (Brighton & Hove Albion), Joey O'Brien (Bolton Wanderers), Stephen Ireland (Manchester City) en Kevin Doyle (Reading) voor Ierland. - Eerste wedstrijd van Ierland onder leiding van bondscoach en oud-international Steve Staunton. |              | |

### Elfde ontmoeting
| EK 2016 (Saint-Denis, Frankrijk, 13 juni 2016): |              | |
| Ierland | 1 – 1        | Zweden |
| Wes Hoolahan 48' | goals        | 71' (e.d.) Ciaran Clark |
| Martin O'Neill | bondscoach   | Erik Hamrén |
| Darren Randolph John O'Shea Séamus Coleman Ciaran Clark Glenn Whelan Wes Hoolahan 78' James McCarthy 85' Jeff Hendrick Robbie Brady Shane Long Jon Walters 64' | opstellingen | Andreas Isaksson Martin Olsson Andreas Granqvist 45' Mikael Lustig Victor Lindelöf Kim Källström Sebastian Larsson 86' Oscar Lewicki Zlatan Ibrahimović 59' Marcus Berg Emil Forsberg |
| James McClean 64' Robbie Keane 78' Aiden McGeady 85' | wissels      | 45' Erik Johansson 59' John Guidetti 86' Albin Ekdal |
| James McCarthy 43' Glenn Whelan 77' | gele kaarten | 61' Victor Lindelöf |

FAI · A-internationals · Bondscoaches · Statistieken · Iers vrouwenelftal · Olympisch elftal · Ierland U21 · Ierland U20 · Ierland U19 · Ierland U18 · Ierland U17 · Ierland U16 · Vrouwen U17
1924 – 1929 ·
1930 – 1939 ·
1940 – 1949 ·
1950 – 1959 ·
1960 – 1969 ·
1970 – 1979 ·
1980 – 1989 ·
1990 – 1999 ·
2000 – 2009 ·
2010 – 2019 ·
2020 − 2029
EK 1988 · 
EK 2012 · 
EK 2016
WK 1990 · 
WK 1994 · 
WK 2002
1924 · 
1925 · 
1926 · 
1927 · 
1928 · 
1929 · 
1930 · 
1931 · 
1932 · 
1933 · 
1934 · 
1935 · 
1936 · 
1937 · 
1938 · 
1939 · 
1940 · 1941 · 1942 · 1943 · 1944 · 1945 · 
1946 · 
1947 · 
1948 · 
1949 · 
1950 · 
1951 · 
1952 · 
1953 · 
1954 · 
1955 · 
1956 · 
1957 · 
1958 · 
1959 · 
1960 · 
1961 · 
1962 · 
1963 · 
1964 · 
1965 · 
1966 · 
1967 · 
1968 · 
1969 · 
1970 · 
1971 · 
1972 · 
1973 · 
1974 · 
1975 · 
1976 · 
1977 · 
1978 · 
1979 · 
1980 · 
1981 · 
1982 · 
1983 · 
1984 · 
1985 · 
1986 · 
1987 · 
1988 · 
1989 · 
1990 · 
1991 · 
1992 · 
1993 · 
1994 · 
1995 · 
1996 · 
1997 · 
1998 · 
1999 · 
2000 · 
2001 · 
2002 · 
2003 · 
2004 · 
2005 · 
2006 · 
2007 · 
2008 · 
2009 · 
2010 · 
2011 · 
2012 · 
2013 · 
2014 · 
2015 ·
2016 ·
2017 ·
2018 ·
2019 ·
2020 ·
2021
Albanië ·
Algerije ·
Andorra ·
Argentinië ·
Armenië ·
Australië ·
Azerbeidzjan ·
België ·
Bolivia ·
Bosnië en Herzegovina ·
Brazilië ·
Bulgarije ·
Canada ·
Chili ·
China ·
Colombia ·
Costa Rica ·
Cyprus ·
Denemarken ·
Duitsland ·
Ecuador ·
Egypte ·
Engeland ·
Estland ·
Faeröer ·
Finland ·
Frankrijk ·
Georgië ·
Gibraltar ·
Griekenland ·
Hongarije ·
IJsland ·
Iran ·
Israël ·
Italië ·
Jamaica ·
Joegoslavië ·
Kameroen ·
Kazachstan ·
Kroatië ·
Letland ·
Liechtenstein ·
Litouwen ·
Luxemburg ·
Malta ·
Marokko ·
Mexico ·
Moldavië ·
Montenegro ·
Nederland ·
Nieuw-Zeeland ·
Nigeria ·
Noord-Ierland ·
Noord-Macedonië ·
Noorwegen ·
Oekraïne ·
Oman ·
Oostenrijk ·
Paraguay ·
Polen ·
Portugal ·
Qatar ·
Roemenië ·
Rusland ·
San Marino ·
Saoedi-Arabië ·
Schotland ·
Servië ·
Slowakije ·
Sovjet-Unie ·
Spanje ·
Trinidad en Tobago ·
Tsjechië ·
Tsjecho-Slowakije ·
Tunesië ·
Turkije ·
Uruguay ·
Verenigde Staten ·
Wales ·
Wit-Rusland ·
Zuid-Afrika ·
Zweden ·
Zwitserland
België (2016) · 
Italië (2012) · 
Kroatië (2012) · 
Spanje (2012) · 
Zweden (2016)
SvFF · A-internationals · Selecties · Bondscoaches · Zweeds vrouwenelftal · Olympisch elftal · Zweden U21 · Zweden U20 · Zweden U19 · Zweden U18 · Zweden U17 · Zweden U16 · Vrouwen U17
1908 – 1919 ·
1920 – 1929 ·
1930 – 1939 ·
1940 – 1949 ·
1950 – 1959 ·
1960 – 1969 ·
1970 – 1979 ·
1980 – 1989 ·
1990 – 1999 ·
2000 – 2009 ·
2010 – 2019 ·
2020 − 2029
EK 1960 · 
EK 1964 · 
EK 1968 · 
EK 1972 · 
EK 1976 · 
EK 1980 · 
EK 1984 · 
EK 1988 · 
EK 1992 ·
EK 1996 · 
EK 2000 ·
EK 2004 ·
EK 2008 ·
EK 2012 · 
EK 2016 · 
EK 2020
WK 1930 · 
WK 1934 ·
WK 1938 ·
WK 1950 ·
WK 1954 · 
WK 1958 ·
WK 1962 · 
WK 1966 · 
WK 1970 ·
WK 1974 ·
WK 1978 ·
WK 1982 · 
WK 1986 · 
WK 1990 ·
WK 1994 ·
WK 1998 · 
WK 2002 ·
WK 2006 ·
WK 2010 · 
WK 2014 · 
WK 2018
OS 1908 · 
OS 1912 · 
OS 1920 · 
OS 1924 · 
OS 1928 · 
OS 1932 · 
OS 1936 · 
OS 1948 · 
OS 1952 · 
OS 1956 · 
OS 1964 · 
OS 1968 · 
OS 1972 · 
OS 1976 · 
OS 1980 · 
OS 1984 · 
OS 1988 · 
OS 1992 · 
OS 1996 · 
OS 2000 · 
OS 2004 · 
OS 2008 · 
OS 2012 · 
OS 2016
1908 · 
1909 · 
1910 · 
1911 · 
1912 · 
1913 · 
1914 · 
1915 · 
1916 · 
1917 · 
1918 · 
1919 · 
1920 · 
1921 · 
1922 · 
1923 · 
1924 · 
1925 · 
1926 · 
1927 · 
1928 · 
1929 · 
1930 · 
1931 · 
1932 · 
1933 · 
1934 · 
1935 · 
1936 · 
1937 · 
1938 · 
1939 · 
1940 ·
1941 ·
1942 ·
1943 ·
1944  ·
1945 · 
1946 · 
1947 · 
1948 · 
1949 · 
1950 · 
1952 · 
1952 · 
1953 · 
1954 · 
1955 · 
1956 · 
1957 · 
1958 · 
1959 ·
1960 · 
1961 · 
1962 · 
1963 · 
1964 · 
1965 · 
1966 · 
1967 · 
1968 · 
1969 ·
1970 · 
1971 · 
1972 · 
1973 · 
1974 · 
1975 · 
1976 · 
1977 · 
1978 · 
1979 ·
1980 · 
1981 · 
1982 · 
1983 · 
1984 · 
1985 · 
1986 · 
1987 · 
1988 · 
1989 · 
1990 · 
1991 · 
1992 · 
1993 · 
1994 · 
1995 · 
1996 · 
1997 · 
1998 · 
1999 · 
2000 · 
2001 · 
2002 · 
2003 · 
2004 · 
2005 · 
2006 · 
2007 · 
2008 · 
2009 · 
2010 · 
2011 · 
2012 · 
2013 · 
2014 · 
2015 · 
2016 · 
2017 · 
2018 ·
2019 ·
2020 ·
2021
Albanië ·
Algerije ·
Argentinië ·
Armenië ·
Australië ·
Azerbeidzjan ·
Bahrein ·
Barbados ·
België ·
Bosnië en Herzegovina ·
Botswana ·
Brazilië ·
Bulgarije ·
Chili ·
China ·
Colombia ·
Costa Rica ·
Cuba ·
Cyprus ·
DDR ·
Denemarken ·
Duitsland ·
Ecuador ·
Egypte ·
Engeland ·
Estland ·
Faeröer ·
Finland ·
Frankrijk ·
Georgië ·
Griekenland ·
Hongarije ·
Ierland ·
IJsland ·
Iran ·
Israël ·
Italië ·
Ivoorkust ·
Jamaica ·
Japan ·
Joegoslavië ·
Jordanië ·
Kameroen ·
Kazachstan ·
Kosovo ·
Kroatië ·
Letland ·
Liechtenstein ·
Litouwen ·
Luxemburg ·
Maleisië ·
Malta ·
Mexico ·
Moldavië ·
Montenegro ·
Nederland ·
Nieuw-Zeeland ·
Nigeria ·
Noord-Ierland ·
Noord-Korea ·
Noord-Macedonië ·
Noorwegen ·
Oekraïne ·
Oezbekistan ·
Oman ·
Oostenrijk ·
Paraguay ·
Peru ·
Polen ·
Portugal ·
Qatar ·
Roemenië ·
Rusland ·
San Marino ·
Saoedi-Arabië ·
Schotland ·
Senegal ·
Servië ·
Singapore ·
Slovenië ·
Slowakije ·
Sovjet-Unie ·
Spanje ·
Syrië ·
Thailand ·
Trinidad en Tobago ·
Tsjechië ·
Tsjecho-Slowakije ·
Tunesië ·
Turkije ·
Uruguay ·
Venezuela ·
Verenigde Arabische Emiraten ·
Verenigde Staten ·
Verenigd Koninkrijk ·
Wales ·
Wit-Rusland ·
Zuid-Afrika ·
Zuid-Korea ·
Zwitserland
Brazilië (1958) ·
Duitsland (2006) ·
Duitsland (2018) ·
Engeland (2006) ·
Engeland (2012) ·
Engeland (2018) ·
Frankrijk (2012) ·
Griekenland (2008) ·
Ierland (2016) ·
Italië (2016) ·
Mexico (2018) ·
Oekraïne (2012) ·
Oekraïne (2021) ·
Paraguay (2006) ·
Polen (2021) ·
Rusland (2008) ·
Slowakije (2021) ·
Spanje (2008) ·
Spanje (2021) ·
Trinidad en Tobago (2006) ·
Zuid-Korea (2018) ·
Zwitserland (2018)